# Rue du Quatre-Septembre (Aix-en-Provence)
Pour les articles homonymes, voir Rue du Quatre-Septembre.
La rue du Quatre-Septembre, est une voie d'Aix-en-Provence, Bouches-du-Rhône, France.

## Situation et accès
Cette rue est située dans le quartier Mazarin d'Aix-en-Provence.

## Origine du nom
Cette voie a été baptisée en l'honneur de la date de la proclamation de la Troisième République le 4 septembre 1870.

## Historique
Due à sa position centrale dans le Quartier Mazarin, la rue du Quatre-Septembre, anciennement « rue Saint-Sauveur », est quasiment exclusivement faite d'hôtels particuliers, construits entre le milieu du XVIIe siècle et la fin du XVIIIe siècle.

## Bâtiments remarquables et lieux de mémoire

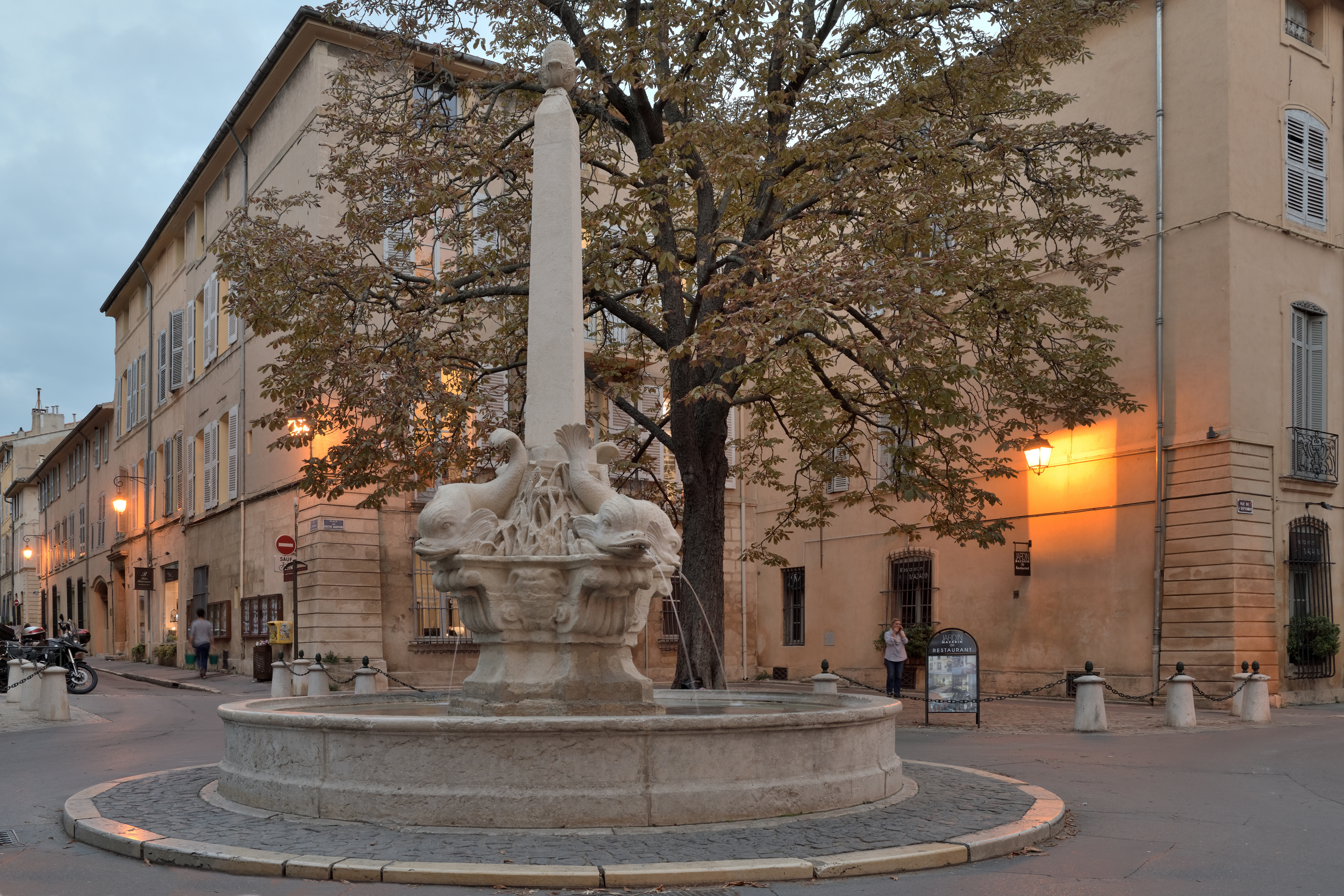
Fontaine des Quatre-Dauphins, Place des Quatre-Dauphins

La rue est entrecoupée en son milieu par la Place des Quatre-Dauphins.
- Au n°1: l'hôtel Poignant
- Au n° 2A: l'hôtel Paul Arbaud (Musée Paul Arbaud)
- Au n° 4: l'hôtel de Saizieu
- Au n°5: l'hôtel Eyssautier
- Au n°6: l'hôtel Dubosc
- Au n°8: Hôtel Cieubert
- Au n°9: Hôtel de Villeneuve d’Ansouis
- Au n° 10: l'Hôtel d'Olivary
- Au n° 11: l'hôtel de Boisgelin

- Au n° 17: l'hôtel de Pigenat
- Au n°18: l'hôtel de Valori

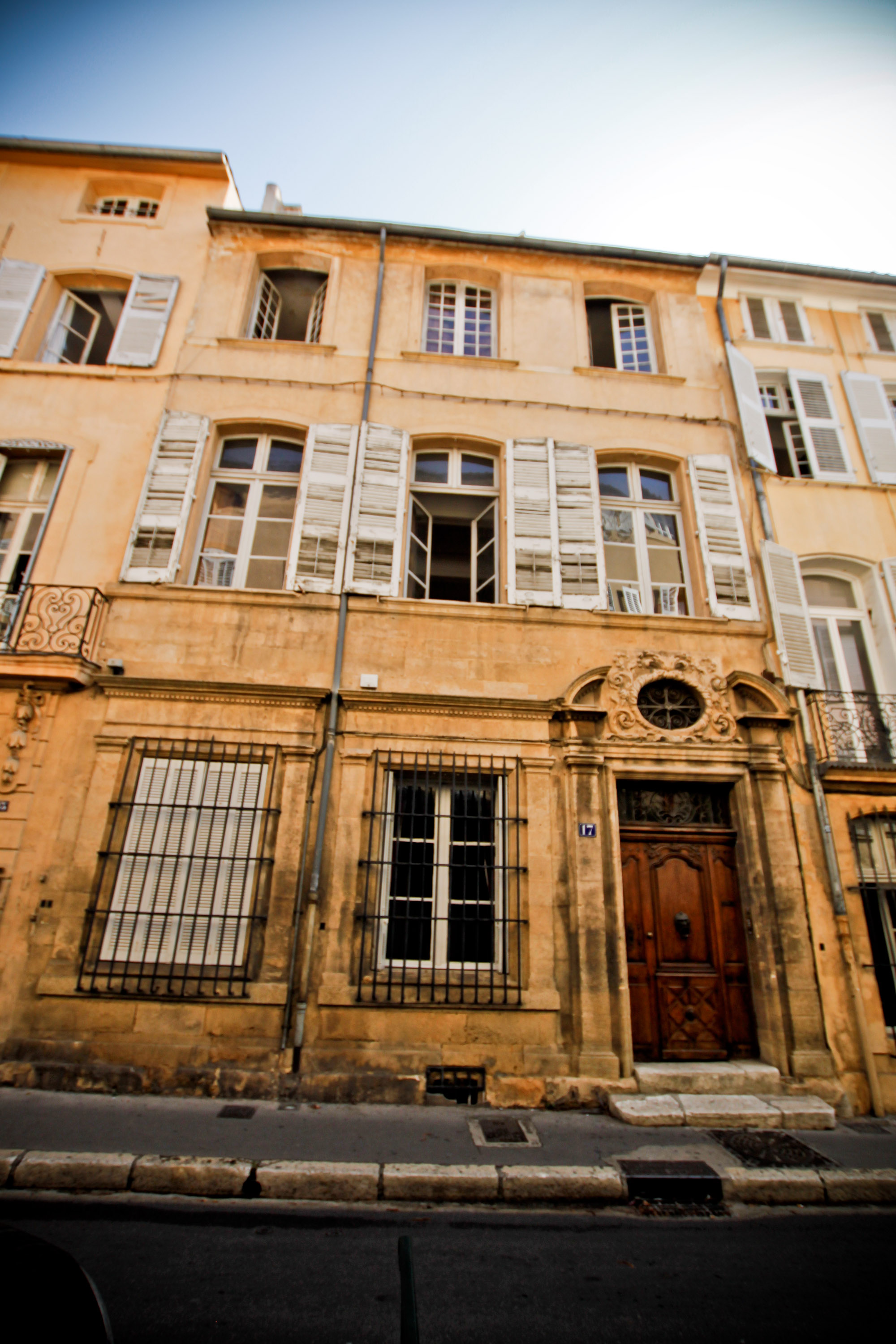
Façade de l'hôtel de Pigenat, 17 rue du Quatre-Septembre

- Au n°31 : l'hôtel de Gueidan, puis Guiran de Bresc, maison natale du poète provençal Bruno Durand

- Oratoire de la Vierge à l'enfant, au croisement de la place des Quatre-Dauphin et de la rue du Quatre-Septembre. Rénové en 2015.
- Oratoire de la Vierge à l'enfant, au croisement de la rue du Quatre-Septembre et du Cours Mirabeau.